# Jeanne de Montchenu
Jeanne de Montchenu (en anglais : Joan of Munchensy) née avant 1234 et décédée avant le 20 septembre 1307 est une aristocrate anglo-normande. Elle est suo jure dame de Swanscombe et devient par héritage de ses grands-parents maternels dame de Wexford, Goodrich, et comtesse de Pembroke. Elle épouse le frère utérin du roi d'Angleterre, Guillaume de Valence de la maison de Lusignan.

## Biographie

### Famille Montchenu
Jeanne de Montchenu est le seul enfant survivant du mariage de Garin de Montchenu (v. 1195-1255), seigneur de Swanscombe dans le Kent,, et de Jeanne le Maréchal (v. 1210-1234), la plus jeune des filles d'Isabelle de Clare (v. 1171/76-1220), comtesse de Pembroke, et du célèbre Guillaume le Maréchal (v. 1146-1219) considéré par ses contemporains comme "le meilleur chevalier du monde". Après le décès de sa mère, son père se remarie en 1234 avec Denise d'Anesty (♰ av. 1304). Jeanne et son frère Jean (♰ juin 1247) sont élevés par leur belle-mère. Jeanne a également un demi-frère cadet, Guillaume (v. 1235-1287), issu du second mariage de son père avec Denise.

#### Anthroponyme
Jeanne porte le prénom de sa mère, Jeanne le Maréchal (v. 1210-1234).

#### Héritages
Guillaume le Maréchal, décédé en 1219, laisse cinq fils à sa mort pour lui succéder. Tous meurent sans descendance entre 1231 et 1245, ce qui conduit à la répartition du comté de Pembroke et des autres possessions détenues par Guillaume le Maréchal entre ses différentes filles et leurs descendants. La mort, en juin 1247, de Jean de Montchenu fait que Jeanne devient la principale héritière de Garin II de Montchenu, et la seule possible, d'un cinquième des immenses domaines de son grand-père, qu'elle tient de sa mère,. Pour sa part, la jeune Jeanne de Montchenu hérite du comté de Pembroke (Pays de Galles) ainsi que de la seigneurie de Wexford en Irlande. Quelques années plus tard, en 1255, à la mort de son père Garin, Jeanne devient dame de Swanscombe.

## Mariage et descendance
En mai 1247, quatre enfants d'Hugues X de Lusignan et d’Isabelle d’Angoulême acceptent l'invitation de leur demi-frère Henri III d'Angleterre de se rendre à sa cour. Le roi propose à l'un d'eux, Guillaume de Valence, d'épouser Jeanne.

### Guillaume de Valence
Guillaume de Valence (v. 1227-mai 1296), seigneur de Montignac, Bellac, Rancon et Champagnac, est un cadet de la maison de Lusignan en Poitou. Il est le septième enfant, d'une fratrie qui en compte neuf, d'Hugues X de Lusignan (v. 1182-1249), seigneur de Lusignan, comte de la Marche, et d'Isabelle Taillefer (v. 1188/92-1246), comtesse d'Angoulême et reine consort d'Angleterre.
Jeanne de Montchenu épouse, le 13 août 1247, Guillaume de Valence.

### Postérité
Le couple donne naissance à sept enfants :
- Agnès de Valence (av. 1254-juin 1310). Elle épouse successivement :

1. Maurice III FitzGérald (av. 1243-1268), seigneur d'Offaly, dont elle a :
  - Gérald III FitzMaurice (av. 1268-1287), seigneur d'Offaly.
2. Hugues de Bailleul (v. 1237-av. 10 avr. 1271), seigneur de Bywell, sans postérité ;
3. Jean d'Avesnes (v. 1250-18 fév. 1283), seigneur de Beaumont, dont elle a trois enfants :
  - Jean d'Avesnes (ap. 1271-1297) ;
  - Baudouin d'Avesnes (ap. 1272-1299), seigneur de Beaumont ;
  - Félicité d'Avesnes (ap. 1273-1282).

- Jean de Valence (juin 1255-janv. 1277) ;
- Guillaume II de Valence (av. 1257-16 juin 1282), seigneur de Montignac et de Rancon. Il périt lors de la  bataille de Llandeilo Fawr[16] ;
- Isabelle de Valence (v. 1263-5 oct. 1305), mariée à Jean II de Hastings (1262-1313), 1er baron Hastings. Leur petit-fils Lawrence Hastings sera comte de Pembroke après Aymar ;
  - Guillaume de Hastings (4 oct. 1282-1er mars 1311) ;
  - Jean III de Hastings (29 sept. 1286-20 janv. 1325) ;
  - Elisabeth de Hastings (ap. 1286-6 mars 1353) ;
  - Jeanne de Hastings (ap. 1286-1307).
- Marguerite de Valence (v. 1264-24 mars av. 1277) ;
- Aymar de Valence (v. 1271-23 juin 1324), seigneur de Bellac, de Montignac, de Rancon, de Champagnac, de Neuvicq, comte de Pembroke et de Wexford. Il est nommé capitaine du roi d'Ecosse et est qualifié "gardien de l'Ecosse" en 1307. Il est marié en premières noces à Béatrix de Clermont-Nesle (av. 1284-av. 14 sept. 1320). Il se remarie avec Marie de Châtillon-Saint-Pol (v. 1300-16 mars 1377) ;
- Jeanne de Valence (av. 1280-ap. 1302), mariée à Jean III Comyn  le Rouge (av. 1277-10 fév. 1306), seigneur de Badenoch. Dont postérité.

L'ascension de Guillaume de Valence suscite la jalousie des autres barons d'Angleterre, surtout lorsqu'il cherche à reconquérir les droits palatins de Pembroke ; mais il n'obtient pas gain de cause. Lorsqu'il meurt en 1296, Jeanne de Montchenu continue à détenir le comté de Pembroke et la seigneurie de Swanscombe de son plein droit. Ce n'est qu'à sa propre mort, survenue aux alentours du 20 septembre 1307, que son troisième fils et héritier, Aymar de Valence, devient 2e comte de Pembroke.

## Sceaux et armoiries

### Sceau [1277-1278]
Avers : Navette, 70 × 40 mm,.
Description : Dame debout, de trois quarts à droite, la tête couverte par un touret et les cheveux attachés. Sa robe longue est serrée à la taille. Elle porte un manteau qu'elle retient par la main droite. Un oiseau est perché sur sa main gauche.
Légende : IOANNE • DNE ⠅D PANBROC VXOR W D VALENCIA MI.
Légende transcrite : Ioanne Domine de Panbroc uxor Willelmi de Valencia militis
Contre-sceau : Rond, 35 mm,.
Description : Écu burelé de quatorze pièces chargé de neuf merlettes disposées en orle sur champ de rinceaux 
Légende : ✚ S' IOHANE DNE D PANBROC VXOR W D VALECIA MIL'  
Légende transcrite : S' Iohanne domine de Panbroc uxor Willelmi de Valencia Militis

### Sceau secret [1301-1302]
Avers : Rond, 25 mm,.
Description : Écu mi-parti. A dextre, burelé de six pièces, de vair et de [gueules]. A senestre, burelé de douze pièces, chargé de quatre merlettes posées en orle. L'écu est suspendu par une lanière à un arbre à trois branches, avec un petit arbre de chaque côté de l'écu.
Légende : ..... LVM ⠅SEC…..
Légende transcrite : Sigillum Secretum 

### Armoiries [1277-1278]
| Blason | Blasonnement : Écu burelé d'argent et d'azur de quatorze pièces chargé de neuf merlettes de gueules posées en orle, 4, 2, 2 et 1 Commentaires : Blason de Jeanne de Montchenu, comtesse de Pembroke, d'après les empreintes d'un contre-sceau de 1277 à 1278. |

Références,

### Armoiries [1301-1302]
| Blason | Blasonnement : Écu mi-parti, fascé de six pièces de vair et de gueules, et burelé d'argent et d'azur de douze pièces chargé de quatre merlettes de gueules posées en orle Commentaires : Blason de Jeanne de Montchenu, d'après les empreintes d'un contre-sceau de 1301 à 1302. |

Références,.

## Sources et bibliographie